# A-Junioren Eredivisie
De A-Junioren Eredivisie was de hoogste junioren voetbaldivisie van Nederland. 
Er werd gestreden in een landelijke competitie door jeugd in de leeftijdscategorie tot 19 jaar. De winnaar is landskampioen bij de A-junioren. De onderste ploeg in de eindstand degradeert naar de A-Junioren Eerste Divisie. De eredivisie voor A-Junioren is ingevoerd in 1992 en is het sluitstuk van de pogingen van de KNVB om te komen tot spelpeilverbetering. Tot en met het midden van de jaren 50 werd er geen jeugdvoetbal georganiseerd op landelijk KNVB niveau. De 20 onderafdelingen van de KNVB waren verantwoordelijk voor de organisatie van jeugdcompetities. In 1956/57 werd door de afdelingen Groningen, Drenthe en Friesland voor het eerst een jeugdcompetitie georganiseerd met verenigingen uit het gehele district noord. Deze competitie werd de districtsselectieklasse genoemd. De andere vijf districten volgden snel en in 1960/61 werd te Zeist voor het eerst een eindtoernooi georganiseerd om het landskampioenschap interregionale jeugd. Fortuna '54 was de eerste winnaar hiervan. Dit systeem bleef gehandhaafd tot en met 1984/85.
Met ingang van 1985/86 organiseerde de KNVB zelf een landelijke jeugdcompetitie voor de A-Junioren. In vijf afdelingen A t/m E werd gestreden om toegang tot het eindtoernooi om het landskampioenschap dat in de vorm van een knock-outtoernooi werd gehouden. In een dubbele finale versloeg de Ajax jeugd de A1 van Eindhoven met 0-6 en 4-3. Vanaf 1986/87 werd de competitie op het hoogste niveau georganiseerd in de vorm van een Hoofdklasse A en B. De winnaars daarvan streden tegen elkaar tijdens de landelijke jeugdvoetbaldag om het landskampioenschap. Na zes jaar dit systeem te hebben gehanteerd werd uiteindelijk in 1992 de landelijke eredivisie ingevoerd.
In het seizoen 2019/2020 werd de Eredivisie voor onder 19 teams voor het laatst georganiseerd, vanaf het seizoen 2020/2021 werd deze vervangen door twee nieuwe competities, een voor onder 18 teams en een voor onder 21 teams. 
In het seizoen 2024/25 werd de onder 19 competitie opnieuw ingevoerd door de KNVB, onder de naam 'Divisie 1' waarin een najaars- en een voorjaarscompetitie gespeeld zullen worden en het landskampioenschap beslist wordt in een play off tussen de winnaars van deze twee competities. Ook kan er in zowel het najaar als het voorjaar gedegradeerd en gepromoveerd worden. De onder 18 competitie kwam hiermee na vier seizoenen alweer te vervallen. 

## Kampioenen
| Seizoen | Kampioen         |
| ------- | ---------------- |
| 1992/93 | Ajax             |
| 1993/94 | Ajax             |
| 1994/95 | Ajax             |
| 1995/96 | Ajax             |
| 1996/97 | Ajax             |
| 1997/98 | Ajax             |
| 1998/99 | Vitesse          |
| 1999/00 | Feyenoord        |
| 2000/01 | Feyenoord        |
| 2001/02 | Ajax             |
| 2002/03 | sc Heerenveen    |
| 2003/04 | Ajax             |
| 2004/05 | Ajax             |
| 2005/06 | Ajax             |
| 2006/07 | FC Twente        |
| 2007/08 | Sparta Rotterdam |
| 2008/09 | Feyenoord        |
| 2009/10 | Feyenoord        |
| 2010/11 | Ajax             |
| 2011/12 | Ajax             |
| 2012/13 | Feyenoord        |
| 2013/14 | Ajax             |
| 2014/15 | Ajax             |
| 2015/16 | Ajax             |
| 2016/17 | Ajax             |
| 2017/18 | PSV              |
| 2018/19 | Ajax             |
| 2019/20 | Geen kampioen*   |

* Vanwege de maatregelen m.b.t. de Coronapandemie werden de amateursportcompetities stilgelegd. AZ werd als nummer 1 van deze afgebroken competitie ingeschreven voor de UEFA Youth League voor het volgende seizoen.

### Titels per club
| Club             | Aantal |  |
| ---------------- | ------ |  |
| Ajax             | 17     |  |
| Feyenoord        | 5      |  |
| Vitesse          | 1      |  |
| sc Heerenveen    | 1      |  |
| FC Twente        | 1      |  |
| Sparta Rotterdam | 1      |  |
| PSV              | 1      |  |